# Visantoña (Santiso)
Visantoña o San Juan de Visantoña (llamada oficialmente San Xoán de Visantoña) es una parroquia y una aldea española del municipio de Santiso, en la provincia de La Coruña, Galicia.

## Entidades de población
Entidades de población que forman parte de la parroquia:
- A Vacariza
- Balada (A Valada)
- Balocás
- Calvos (Os Calvos)
- Cruz (A Cruz)
- Fonteameneiro (Fonte Ameneiro)
- Gimonde (Ximonde)
- Graña (A Graña)
- Liñeira (A Liñeira)
- Puñín
- Riveiro (O Ribeiro)
- Sardecoiro
- Seoane
- Vilar da Vella
- Villar de Ferreiros (Vilar de Ferreiros)
- Visantoña

## Demografía

### Parroquia
| Gráfica de evolución demográfica de Visantoña (parroquia) entre 2000 y 2019 |
|                                                                             |
| Datos según el nomenclátor publicado por el INE.                            |

### Aldea
| Gráfica de evolución demográfica de Visantoña (lugar) entre 2000 y 2019 |
|                                                                         |
| Datos según el nomenclátor publicado por el INE.                        |